# Eale

L'Eale (Yale) di Beaufort.

L'eale (in latino eale, in inglese yale), anche detto centicora, è un animale leggendario che appartiene alla mitologia europea. Viene descritta come una capra o un'antilope, una creatura a quattro zampe e con corna che può ruotare completamente.

## Origine del mito
La sua leggenda potrebbe originarsi dalla descrizione di un bufalo d'acqua indiano, capace di spostare in avanti le corna per la difesa. Il nome è stato associato all'ebraico ya‘el, che denota animali come lo stambecco, il camoscio, la capra di montagna.

## Nell'architettura
È ricorrente nell'architettura britannica e simboleggia la difesa fiera. In particolare, l'eale è associata con la famiglia Beaufort, antenati della famiglia reale britannica.

## Curiosità
L'eale appare tra le carte "bestie araldiche" in Yu-Gi-Oh!.